# Kościół ewangelicko-augsburski w Fosowskiem
Kościół ewangelicko-augsburski – kościół filialny znajdujący się w Fosowskiem, dzielnicy miasta Kolonowskie, w województwie opolskim, należący do parafii Ewangelicko-Augsburskiej, w Lasowicach Wielkich.

## Historia
Świątynia została zbudowana w 1928 roku w stylu neoromańskim. Budowla figuruje w wykazie obiektów objętych ewidencją zabytków Gminy Kolonowskie.
W czasie II wojny światowej dzwony kościelne zostały przetopione w hucie w Zawadzkiem na sprzęt wojskowy.
W 2012 roku organy znajdujące się w świątyni zostały zdewastowane przez złodziei. Złodzieje zniszczyli instrument piłką do metalu i ukradli 48 metalowych piszczałek. Organy zostały wykonane przez firmę Sauer i pochodzą z czasów budowy kościoła.